# Борисово (Гатчинский район)
Бори́сово (фин. Porissova) — деревня в Гатчинском муниципальном округе Ленинградской области.

## История
Упоминается как пустошь Borisouo Ödhe в Суйдовском погосте в шведских «Писцовых книгах Ижорской земли» 1618—1623 годов.
Между Борисово и деревней Большие Слудицы в XVII веке был установлен межевой камень, обозначавший границу между Россией и Швецией по Столбовскому договору, впоследствии утерян в результате мелиоративных работ в 1970-х годах.
На карте Ингерманландии А. И. Бергенгейма, составленной по материалам 1676 года, обозначена как деревня Borisova.
На шведской «Генеральной карте провинции Ингерманландии» 1704 года как Porissova.
Деревня Борисова упоминается на карте Санкт-Петербургской губернии Я. Ф. Шмидта 1770 года на левом берегу реки «Осередешъ» (Оредеж).

БОРИСОВО — деревня принадлежит Кожину, полковнику, число жителей по ревизии: 12 м. п., 10 ж. п. (1838 год)

На этнографической карте Санкт-Петербургской губернии П. И. Кёппена 1849 года она обозначена как деревня «Borissowa», расположенная в ареале расселения эвремейсов. В пояснительном тексте к этнографической карте она записана как Borissowa (Борисово) и указано количество её жителей на 1848 год: эвремейсов — 23 м. п., 24 ж. п., всего 47 человек, а также указано, что «рядом с деревней находится камень, который когда-то обозначал границу между Россией и Швецией».

БОРИСОВА — деревня генерал-майора Кожина, по просёлочной дороге, число дворов — 5, число душ — 15 м. п.(1856 год)

БОРИСОВО — деревня владельческая при реке Оредежи, число дворов — 7, число жителей: 14 м. п., 20 ж. п.

БОРИСОВО — деревня владельческая при реке Оредежи, число дворов — 9, число жителей: 21 м. п., 30 ж. п. (1862 год)

В 1863 году временнообязанные крестьяне деревни выкупили свои земельные наделы у И. А. Заржецкого и стали собственниками земли.
В конце XIX века деревня административно относилась к Лисинской волости 2-го стана Царскосельского уезда Санкт-Петербургской губернии, в начале XX века — 4-го стана. Население деревни было смешанным — финско-русским.
К 1913 году количество дворов увеличилось до 15.
Согласно данным переписи населения СССР 1926 года в деревне Борисово Введенского сельсовета Лисинской волости Троцкого уезда проживали 119 человек, финны и русские.

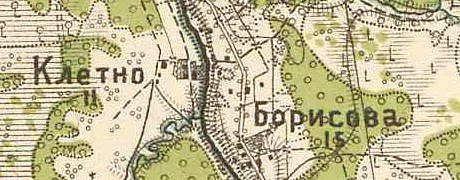
План деревни Борисово. 1913 год
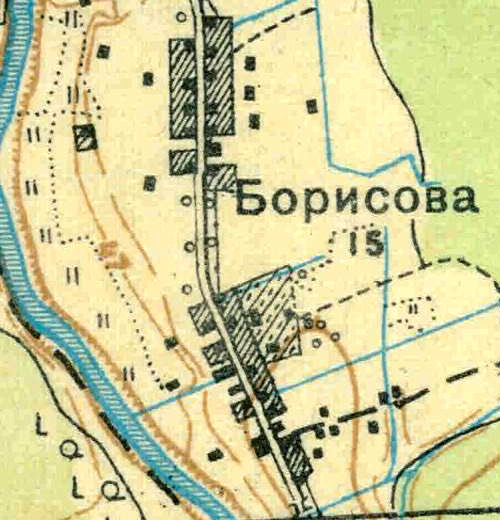
1931 год

Согласно топографической карте 1931 года деревня также называлась Борисова и также насчитывала 15 дворов.
По данным 1933 года деревня Борисово входила в состав Слудицкого сельсовета Красногвардейского района.
Деревня была освобождена от немецко-фашистских оккупантов 30 января 1944 года.
По данным 1966, 1973 и 1990 годов деревня Борисово входила в состав Минского сельсовета.
В 1997 году в деревне проживали 13 человек, в 2002 году — 8 человек (все русские), в 2007 году — 14.

## География
Деревня расположена в юго-восточной части района на автодороге 41К-105 (Мины — Новинка).
Расстояние до административного центра поселения, посёлка городского типа Вырица — 16 км.
Расстояние до ближайшей железнодорожной станции Слудицы — 9 км.
Деревня находится на левом берегу реки Оредеж, к востоку от ж/д станции Слудицы.

## Демография
| 1862 | 2007 | 2010 | 2017 |
| ---- | ---- | ---- | ---- |
| 85   | ↘14  | ↗26  | ↘13  |

### Национальный состав
Согласно данным Всероссийской переписи населения 2021 года в деревне проживали 97 человек, все русские.

## Транспорт
От Вырицы до Борисова можно доехать на автобусе № 512.